# オースティン・スパーズ
オースティン・スパーズ（Austin Spurs）はNBAゲータレード・リーグ（NBAGリーグ）に加盟しているプロバスケットボールチーム。本拠地はアメリカ合衆国テキサス州オースティン。旧チーム名はトロス。サンアントニオ・スパーズ傘下。

## 歴史
2001年、NBADLの創設に伴って設立された。当時のフランチャイズはジョージア州コロンバスで、コロンバス・リバードラゴンズと名乗った。2005-06シーズンの開始と共にオースティンに移転し、チーム名もオースティン・トロスに変更された。2007年6月28日、サンアントニオ・スパーズ傘下となった。ロサンゼルス・ディーフェンダーズに続く、NBAチームがオーナーの2チーム目のDリーグチームとなった。
2006-07シーズンのヘッドコーチはNBAでの指揮経験もあるデニス・ジョンソンだったが、2007年2月22日、チーム練習後に心臓発作により急逝した。
2011-2012年シーズンに、コーリー・ジョセフ、ジャスティン・デントモン、エリック・ドーソンらの活躍で初優勝を飾り、ジャスティン・デントモンはMVPを獲得した。
2014年10月に、旧名称トロスからスパーズにチーム名称を変更した。

## 成績
| シーズン                                           | ディビジョン       | 結果               | 勝  | 敗  | 勝率 | プレーオフ結果                                                                                             |
| -------------------------------------------------- | ------------------ | ------------------ | --- | --- | ---- | --- |
| コロンバス・リバードラゴンズ/Columbus Riverdragons |                    |                    |     |     |      | |
| 2001–02                                            |                    | 3rd                | 31  | 25  | .554 | 準決勝敗退 (グルーブ) 2-1                                                                                  |
| 2002–03                                            |                    | 6th                | 23  | 27  | .460 | |
| 2003–04                                            |                    | 6th                | 18  | 28  | .391 | |
| 2004–05                                            |                    | 1st                | 30  | 18  | .625 | 準決勝勝利 (ダズル) 96-89 ファイナル敗退 (66ers) 90-67                                                     |
| オースティン・トロス/Austin Toros                  |                    |                    |     |     |      | |
| 2005–06                                            |                    | 6th                | 24  | 24  | .500 | |
| 2006–07                                            | イースタン         | 5th                | 21  | 29  | .420 | |
| オースティン・トロス/Austin Toros                  |                    |                    |     |     |      | |
| 2007–08                                            | サウスウェスタン   | 1st                | 30  | 20  | .600 | 準決勝勝利 (スカイフォース) 99-93 ファイナル敗退 (スタンペード) 2-1                                        |
| 2008–09                                            | サウスウェスタン   | 2nd                | 32  | 18  | .640 | 1st.ラウンド勝利 (スタンペード) 119-116 (OT) 準決勝敗退 (フォーティナーズ) 114-111                         |
| 2009–10                                            | ウェスタン         | 2nd                | 32  | 18  | .640 | 1st.ラウンド勝利 (ウィザーズ) 2-1 準決勝敗退 (バイパーズ) 2-1                                              |
| 2010–11                                            | ウェスタン         | 8th                | 22  | 28  | .440 | |
| 2011–12                                            | ウェスタン         | 2nd                | 33  | 17  | .660 | 1st.ラウンド勝利 (ベイホークス) 2-1 準決勝勝利 (チャージ) 2-1 ファイナル優勝 (ディーフェンダーズ) 2-1      |
| 2012–13                                            | セントラル         | 2nd                | 27  | 23  | .700 | 1st.ラウンド勝利 (ジャム) 2-0 準決勝敗退 (ウォリアーズ) 2-0                                                |
| 2013–14                                            | セントラル         | 6th                | 19  | 31  | .380 | |
| オースティン・スパーズ/Austin Spurs                |                    |                    |     |     |      | |
| 2014–15                                            | サウスウェスト     | 1st                | 32  | 18  | .640 | 1st.ラウンド勝利 (ジャム) 2-1 準決勝敗退 (ウォリアーズ) 2-1                                                |
| 2015–16                                            | サウスウェスト     | 1st                | 30  | 20  | .600 | 1st. ラウンド (バイパーズ) 2–1勝利 2nd ラウンド: ディーフェンダーズ1–2敗退                                 |
| 2016–17                                            | サウスウェスト     | 4th                | 25  | 25  | .500 | |
| 2017–18                                            | サウスウェスト     | 1st                | 32  | 18  | .640 | 準決勝勝利 (バイパーズ) 117–91 カンファレンス優勝 (レイカーズ) 104–93 ファイナル優勝 (ラプターズ・905) 2–0 |
| 2018–19                                            | サウスウェスト     | 3rd                | 20  | 30  | .400 | |
| 2019–20                                            | サウスウェスト     | 2nd                | 24  | 18  | .571 | COVID-19 パンデミックにより中止                                                                            |
| 2020–21                                            | -                  | 5th                | 10  | 5   | .667 | 準々決勝敗退(ブルーコーツ) 103–124                                                                         |
| 2021–22                                            | ウェスタン         | 11th               | 13  | 19  | .406 | |
| 2022–23                                            | ウェスタン         | 14th               | 8   | 24  | .250 | |
| レギュラーシーズン                                 | レギュラーシーズン | レギュラーシーズン | 536 | 483 | .526 | |
| プレーオフ                                         | プレーオフ         | プレーオフ         | 26  | 21  | .553 | |

## 過去に所属した選手
(CRD):コロンバスリバードラゴンズ
| - ブレイク・アハーン - ジェームズ・アンダーソン - カイル・アンダーソン - ライアン・アーチディアコノ - キャメロン・ベアストウ - アンドレ・バレット - エディ・バズデン - ケイタ・ベイツ＝ディオップ - アロン・ベインズ - トロイ・ベル - ダービス・ベルターンス - デュワン・ブレア - ジェロン・ブロッサムゲーム - アミダ・ブリマー - アンドレ・ブラウン - マット・コステロ - ブライス・コットン - マーカス・カズン - ジョシュ・デイビス - エリック・ドーソン - オースティン・デイ - ナンド・デ・コロ - ジャスティン・デントモン - チェイク・ディアロ - ジャレル・エディ - オビンナ・エケジー(CRD) - アンドレ・エメット - ドリュー・ユーバンクス | - ジェラルド・フィッチ - マーカス・ファイザー - ブリン・フォーブス - トレメイン・フォークス(CRD) - トーマス・ガードナー - パトリシオ・ガリーノ - クリス・ガーナー(CRD) - アロンゾ・ジー - トレイ・ギルダー - ダニー・グリーン - ジャマイカル・グリーン - マリク・ヘアストン - ダーバン・ハム - タン・ハミルトン(CRD) - ティム・ハーダウェイ・ジュニア - アダム・ハリントン(CRD) - ダラン・ヒリアード - ジュリアス・ホッジ - ジョン・ホランド - ジョシュ・ハワード - レスター・ハドソン - ジョシュ・ヒュースティス - コーリー・ジェファーソン - ドンテル・ジェファーソン - アーモン・ジョンソン - カールデル・ジョンソン - ダーマー・ジョンソン - ケルドン・ジョンソン | - ニック・ジョンソン - オーランド・ジョンソン - ドウェイン・ジョーンズ - トレ・ジョーンズ - コーリー・ジョセフ - ジョナサン・カーナー(CRD) - キース・ラングフォード - ジェイソン・ローソン(CRD) - イアン・マヒンミ - ボバン・マリヤノビッチ - レイ・マッカラム - ポップス・メンサー＝ボンス - チメジー・メツ - アダム・モコカ - ベン・ムーア - ジェイレン・モリス - テレンス・モリス(CRD) - エリック・マーフィー - デジャンテ・マレー - ロナルド・マレー - デマーカス・ネルソン - ラマー・パターソン - ブランドン・ポール - アドレイアン・ペイン - ロンドン・ペランテス - デクスター・ピットマン - アラン・レイ - ジャスティン・リード - キャメロン・レイノルズ - カイル・ハント | - ルカ・シャマニッチ - アレックス・スケールズ - モハメド・セネ - ジョナソン・シモンズ - スティーブン・スミス - デレク・ストロング(CRD) - ウォルター・タバレス - ジェフリー・テイラー - キリ・トーマス - ランス・トーマス - マルコム・トーマス - ホリス・トンプソン - アンソニー・トリバー - ヘンリー・ウォーカー - ロニー・ウォーカー - ブラッド・ワナメイカー - ジュリアン・ウォッシュバーン - ダリウス・ワシントン・ジュニア - クインダリー・ウェザースプーン - カイル・ウィーバー - デリック・ホワイト - ジェームス・ホワイト - ジェイ・ウィリアムス - マーカス・ウィリアムズ - ロバート・ウッダードII - ローレン・ウッズ - ジュリアン・ライト - ルーク・ゼラー - デリック・ジマーマン |

## ヘッドコーチ
| #  | ヘッドコーチ           | チーム       | レギュラーシーズン | レギュラーシーズン | レギュラーシーズン | レギュラーシーズン | プレーオフ | プレーオフ | プレーオフ | プレーオフ | 成績                  |
| #  | ヘッドコーチ           | チーム       | G                  | W                  | L                  | 勝率               | G          | W          | L          | 勝率       | 成績                  |
| -- | ---------------------- | ------------ | ------------------ | ------------------ | ------------------ | ------------------ | ---------- | ---------- | ---------- | ---------- | --------------------- |
| 1  | ジェフ・マローン       | 2001–2005    | 200                | 102                | 98                 | .510               | 5          | 2          | 3          | .400       |                       |
| 2  | デニス・ジョンソン     | 2005–2007    | 98                 | 45                 | 53                 | .459               | —          | —          | —          | —          |                       |
| 3  | クイン・スナイダー     | 2007–2010    | 150                | 94                 | 56                 | .627               | 12         | 6          | 6          | .500       |                       |
| 4  | ブラッド・ジョーンズ   | 2010–2012    | 100                | 55                 | 45                 | .550               | 9          | 6          | 3          | .667       | Dリーグ優勝 (2011–12) |
| 5  | テイラー・ジェンキンス | 2012–2013    | 50                 | 27                 | 23                 | .540               | 4          | 2          | 2          | .500       |                       |
| 6  | ケン・マクドナルド     | 2013–2017    | 200                | 106                | 94                 | .540               | 12         | 6          | 6          | .500       |                       |
| 7  | ブレイク・アハーン     | 2017–2020    | 100                | 52                 | 48                 | .520               | 4          | 4          | 0          | 1.000      | Gリーグ優勝 (2017–18) |
| 8  | マシュー・ニールセン   | 2020–2021    | 15                 | 10                 | 5                  | .667               | 1          | 0          | 1          | .000       |                       |
| 9  | ペータル・ボジッチ     | 2021–2023    | 64                 | 21                 | 43                 | .328               | –          | –          | –          | –          |                       |
| 10 | ウィル・ヴォイト       | 2023–2024    | 34                 | 20                 | 14                 | .588               | –          | –          | –          | –          |                       |
| 11 | スコット・キング       | 2024–present | 34                 | 22                 | 12                 | .647               | 2          | 1          | 1          | .500       |                       |

## 永久欠番
- 3 - デニス・ジョンソン（Dennis Johnson） ヘッドコーチ

## 脚註
1. ↑  Chandler, James (15 October 2014). “Spurs Sports & Entertainment Austin-based NBA Development League team has been renamed the Austin Spurs”. Spurs.com (Press release). NBA Media Ventures, LLC. 2017年7月4日閲覧.
2. ↑  “Austin Spurs Reproduction Guideline Sheet”.   NBA Properties, Inc.. 2017年8月30日閲覧。
3. ↑  “Spurs Purchase Austin Toros of NBA Developmental League”. 2017年3月26日閲覧。
4. ↑  “Dennis Johnson, ex-Celtic star, dead at age 52”. ボストン・グローブ (2007年2月23日). 2009年1月12日閲覧。
5. ↑  “Austin Toros Win 2012 NBA Development League Championship”. 2017年3月26日閲覧。
6. ↑  SPURS SPORTS & ENTERTAINMENT RENAMES ITS NBA DEVELOPMENT LEAGUE TEAM THE AUSTIN SPURS